# San Pedro Columbia
San Pedro Columbia – miejscowość w dystrykcie Toledo w Belize. San Pedro zamieszkiwana jest przez Indian Kekchi, którzy przybyli do Belize z dzisiejszej Gwatemali.
3 km od miejscowości znajdują się ruiny Lubaantun (miejsce spadających kamieni) z kilkoma strukturami porośniętymi tropikalną roślinnością. Znaleziono tu wiele cennych przedmiotów, m.in. rzeźby i ceramikę oraz grobowce ze szkieletami.